# Hybosema robustum
Hybosema robustum är en ärtväxtart som beskrevs av Sousa och Matt Lavin. Hybosema robustum ingår i släktet Hybosema och familjen ärtväxter. Inga underarter finns listade i Catalogue of Life.